# 弗里德里希·格哈德
弗里德里希·格哈德（德語：Friedrich Gerhard，1884年7月24日—1950年5月16日），德国男子马术运动员。他曾代表德国参加1936年夏季奥林匹克运动会马术比赛，获得一枚金牌和一枚银牌。